# ماسودا توشیئو
ماسودا توشیئو (به ژاپنی: 舛田 利雄 Masuda Toshio)؛ (زادهٔ ۵ اکتبر ۱۹۲۷) کارگردان فیلم و نویسنده اهل ژاپن است. وی از سال ۱۹۵۸ میلادی تاکنون مشغول فعالیت بوده‌است.